# Zebranie narodów zniewolonych przez Rosję
Zebranie narodów zniewolonych przez Rosję (ros. Собрание народов порабощённых Россией) – kolaboracyjna organizacja skupiająca przedstawicieli nierosyjskich narodów ZSRR pod koniec II wojny światowej
Organizacja została utworzona 18 listopada 1944 r. w Berlinie pod egidą Ministerstwa Rzeszy ds. Okupowanych Terytoriów Wschodnich Alfreda Rosenberga. Była ona odpowiedzią na powołanie przez gen. Andrieja A. Własowa Komitet Wyzwolenia Narodów Rosji (KONR) i ogłoszenie przez niego tzw. manifestu praskiego. W skład Zebrania weszli przedstawiciele: Gruzji, Armenii, Azerbejdżanu, Kaukazu Północnego, Ukrainy, Białorusi i Turkiestanu oraz Tatarów nadwołżańskich i krymskich. Wyrażali oni swój sprzeciw podporządkowaniu strukturom tworzonym przez gen. A. A. Własowa. Dążyli do utworzenia z pomocą Niemiec własnych państw narodowych po zakończeniu wojny. Do końca wojny organizacja nie rozwinęła jednak szerszej działalności.